# Dolby Digital
Sub numele Dolby Digital intră mai multe tehnologii de compresie audio cu pierderi dezvoltate de Laboratoarele Dolby. Între acestea se numără: Dolby Digital, Dolby Digital EX, Dolby Digital Live, Dolby Digital Plus, Dolby True HD, Dolby Atmos.
Cel mai răspândit format este Dolby Digital, cunoscut și drept AC-3. Formatul fișier corespunzător, în Tehnologia Informației, se numește AC3. Poate controla până la șase canale de sunet care se desfășoară pe întregul spectru sonor audibil (20 Hz – 20 kHz). Canalele disponibile sunt: centru, față-stânga, față-dreapta, spate-stânga, spate-dreapta și unul separat pentru frecvențe joase (subwoofer).